# 玛丽-夏娃·德罗雷
玛丽-夏娃·德罗雷（法語：Marie-Ève Drolet，1982年2月3日—），是加拿大魁北克出生的著名的女子短道速滑运动员。她是2002年冬季奧林匹克運動會短道速滑比賽3000米接力铜牌得主。

## 职业生涯
2002年盐湖城冬奥会中，德罗雷获得3000米接力铜牌和1000米第四名。